# Carriers at War (2007)
Carriers at War — морська покрокова стратегія від SSG, ремейк однойменної гри 1984 року.
У грі немає компанії, але це компенсується набором сценаріїв, що описують реальні морські бої часів Другої світової війни, а також потужним редактором, що дозволяє створювати і редагувати сценарії, карти і кораблі.
Як і в оригінальній грі, геймплей тут полягає в командуванні військово-морським флотом вибраної сторони.